# John Dietz
John A. Dietz (Alemanya, 31 d'octubre de 1875 - Nova York, 11 d'octubre de 1939) va ser un tirador estatunidenc d'origen alemany que va competir a començaments del segle xx.
El 1908 va prendre part en els Jocs Olímpics de Londres, on disputà dues proves del programa de tir. En la prova de pistola lliure per equips guanyà la medalla d'or, mentre en la prova individual fou novè.
Quatre anys més tard va disputar quatre proves del programa de tir als Jocs d'Estocolm. Destaca la medalla d'or aconseguida en pistola lliure per equips i dues quartes posicions, en pistola ràpida individual i pistola ràpida, 30 metres per equips. En pistola lliure individual fou novè.